# Bader Al-Mutawa
Bader Al-Mutawa, né le 10 janvier 1985 à Koweït City au Koweït, est un footballeur international koweïtien.
Il évolue actuellement au poste d'attaquant avec le club du Qadsia SC.

## Biographie

### Sélection
Bader Al-Mutawa est convoqué pour la première fois en 2003. Le 4 septembre 2003, il marque son premier but en équipe du Koweït lors du match des éliminatoires de la Coupe d'Asie 2004 face à Singapour.
Il participe à la Coupe d'Asie 2004 et 2011 avec le Koweït.
Le 15 juin 2021, il fête sa 184e sélection avec le Koweit, ce qui fait de lui la personne ayant été le plus de fois sélectionné en équipe nationale à égalité avec Ahmed Hassan.
Le 25 juin 2021, il fête sa 185e sélection, ce qui fait de lui la deuxième personne la plus capée en sélection nationale après le malaisien Soh Chin Ann et la personne la plus capée encore en activité, devant Cristiano Ronaldo,.
Le 14 juin 2022, il fête sa 196e sélection et devient le joueur le plus capé en sélection officielle.
Il est par la suite battu le 23 mars 2023, par Cristiano Ronaldo.

## Palmarès

### En club
- Al-Qadsia :
  - Champion du Koweït en 2003, 2004, 2005, 2009, 2010, 2011 et 2012
  - Vainqueur de la Coupe du Koweït en 2003, 2004, 2007, 2010, 2012 et 2013
  - Vainqueur de la Coupe Crown Prince du Koweït en 2004, 2005, 2006, 2009 et 2013
  - Vainqueur de la Coupe de la Fédération du Koweït en 2008, 2009, 2011 et 2013
  - Vainqueur de la Coupe Al-Kurafi en 2003 et 2006
  - Vainqueur de la Supercoupe du Koweït en 2009 et 2011
  - Vainqueur de la Coupe du golfe en 2005
  - Finaliste de la Coupe de l'AFC en 2010

### En sélection nationale
- Vainqueur de la Coupe du Golfe en 2010
- Vainqueur du Championnat d'Asie de l'Ouest en 2010

### Récompenses
- Meilleur buteur de la Coupe du Golfe en 2010 avec 3 buts
- Meilleur buteur mondial de l'année en sélection en 2010 avec 10 buts
- Plusieurs fois nommé dans les prétendants au prix du Footballeur asiatique de l'année en 2006, 2007 et 2010
- 2e du prix du Footballeur asiatique de l'année en 2006